# Armonica a bocca
L'armonica a bocca, o armonica da bocca, è uno strumento a fiato inventato, secondo alcuni, nel 1821 dal tedesco Christian Friedrich Ludwig Buschmann e usato in modo particolare per generi come il blues, il folk, il jazz e il rock, ma anche nella musica classica.

## Descrizione
Lo strumento, essendo privo di fori per le dita, può derivare dall'antico flauto di Pan; ma mentre quest'ultimo è un aerofono labiale a canne, l'armonica a bocca è un aerofono ad ance libere costituito, fondamentalmente, da tre elementi: un corpo centrale (comb), due placchette porta ance e due gusci esterni (covers). Il suono viene prodotto dalla vibrazione generata dal passaggio dell'aria sulle ance, sottili lamine solitamente d'ottone o di bronzo, ma possono essere anche d'acciaio, fissate a un'estremità alle placchette superiore e inferiore generalmente realizzate in ottone. Le placchette poggiano su un corpo centrale di solito costruito in legno o plastica, più raramente in metallo. Il tutto è racchiuso in un guscio metallico che funge anche da cassa di risonanza. Caratteristica dello strumento è il fatto che le note vengono prodotte sia soffiando che aspirando dallo stesso foro (producendo così due note diverse), peculiarità unica fra gli strumenti a fiato.
Diffusa particolarmente negli Stati Uniti, immancabile, specie nelle performance di musica country, l'armonica è spesso associata al mito del West americano nonostante la sua diffusione risalga alla seconda metà del XIX secolo. Tale associazione è dovuta anche alle tante colonne sonore di film western nelle quali è impiegata l'armonica. Ennio Morricone scelse l'armonica per alcune celebri colonne sonore create per film diretti da Sergio Leone; fra questi, in C'era una volta il west, il protagonista è soprannominato "Armonica" proprio perché suonatore di tale strumento. Assieme alla chitarra, al basso e al pianoforte è uno degli strumenti che ha fatto la storia del blues dei neri americani, anche grazie al potenziale espressivo conferitole dalla possibilità di eseguire il bending su alcune note, come descritto in seguito.
Tra i capiscuola dell'armonica blues elenchiamo Sonny Boy Williamson I, Sonny Boy Williamson II, Little Walter, Walter Horton, Sonny Terry, Slim Harpo, James Cotton. Importanti armonicisti contemporanei sono Howard Levy (primo a utilizzare la tecnica dell'over-bending), Stevie Wonder e Jason Ricci. In combinazione one man band è usata da molti artisti di strada o famosi come Bob Dylan, Bruce Springsteen, Nick Cave, Steven Tyler o Edoardo Bennato. In questo caso è tenuta fissa davanti alla bocca con un sostegno che si porta intorno al collo. Un precursore dell'armonica elettrificata in italia è stato negli anni 60' Leno Landini da cui ha sviluppato la pedaliera elettrica.

## Tipi di armonica
Le due principali categorie di armonica sono: 
- armonica diatonica, che per ogni ottava consente di suonare solo le note della tonalità per cui è accordata. Il modello più diffuso a 10 fori, è progettato per poter realizzare un accordo di tonica ogniqualvolta si soffi in più fori contemporaneamente: le 10 note "soffiate" sono in sequenza do-mi-sol-do-mi-sol-do-mi-sol-do (in tonalità di do maggiore, come esempio). Le note aspirate, invece, sono disposte in modo da poter realizzare un accordo di "settima di dominante" (V grado della tonalità) se si aspira dai primi cinque fori. Sequenza aspirata: re-sol-si-re-fa-la-si-re-fa-la. Questa disposizione di note favorisce l'esecuzione dei due accordi citati, ma rende più complessa l'esecuzione di melodie.
- Varianti : la configurazione sopra descritta riguarda l'accordatura maggiormente diffusa e denominata RICHTER, esistono tuttavia moltissime varianti di accordatura che si vanno sempre più diffondendo (minori naturali, minori armoniche, country, paddy richter...) per andare incontro alle esigenze esecutive dei musicisti. Una delle più interessanti proposte negli ultimi anni è la variante denominata "diminuita" o "diminished" dove tra la nota soffiata e l'aspirata dello stesso foro intercorre sempre un tono intero, mentre il foro successivo ha la nota soffiata a distanza di un semitono dalla precedente aspirata, secondo uno schema di ottava del tipo: (C,D), (Eb,F) (Gb, Ab), (A, B), questo schema permette l'esecuzione dell'intera scala cromatica utilizzando semplicemente la tecnica del bending.

Esiste inoltre una varietà di particolari tipologie di armoniche diatoniche caratterizzate da due serie di fori appaiati, note con il nome di armoniche "tremolo" se le due ance che vibrano contemporaneamente sono leggermente sfalsate di tono tra di loro, "ottava"  se le due ance covibranti sono tra di loro accordate per produrre un intervallo di ottava. 
Da segnalare anche le varianti che consentono l'inserimento di un accompagnamento di bassi nel brano che si sta suonando (quasi sempre usate nel campo della musica popolare).
- armonica cromatica, che per ogni ottava consente di suonare tutte le dodici note. Questa tipologia, normalmente a 12 fori, è facilmente riconoscibile grazie al registro, un meccanismo comandato da un tasto che permette di utilizzare sia un registro base che uno in tonalità aumentata di un semitono, permettendo - di fatto - di poter coprire ogni tipo di scala cromatica o diatonica. La sequenza delle note soffiate è do-mi-sol-do-do-mi-sol-do-do-mi-sol-do (ancora un accordo di tonica). Le note aspirate sono: re-fa-la-si-re-fa-la-si-re-fa-la-si. La disposizione delle note è più semplice che nel modello diatonico, ma l'uso del registro per i diesis (cioè l'aumento di un semitono) è più facile per le tonalità che prevedono note con il diesis (tonalità maggiori di sol, re, la, mi, si, fa#, do#) mentre è più difficile per le tonalità con i bemolle (fa, sib, mib, lab, reb, solb) dal momento che ogni nota col bemolle deve essere eseguita sostituendola con la nota che la precede, ma col diesis. Quindi, se ad esempio dobbiamo suonare in sequenza la-sib, in realtà dovremo suonare la-la#, ma col bending, ovvero forzando il suono, si può ottenere anche il la bemolle. Comunque è da tener presente che l'armonica è normalmente tarata in fabbrica con la scala temperata, quindi le alterazioni, come in un pianoforte, non sono in realtà né diesis né bemolle ma un compromesso tra i due come è proprio della scala temperata che, diversamente da quella naturale, fa coincidere i diesis col bemolle.
- Anche nel caso dell'armonica cromatica sono disponibili sul mercato svariate accordature alternative alla classica descritta sopra. Vengono oggi prodotte armoniche cromatiche in moltissime tonalità diverse dal C (do) e va segnalata tra le varianti d'accordatura l'interessantissima, seppur di difficile utilizzo, "accordatura aumentata" basata sulla scala esatonale, la quale riducendo le ripetizioni di note presenti nell'accordatura standard amplia notevolmente l'estensione dello strumento a parità di fori.

In seguito alla creazione dell'armonica sono stati inventati strumenti come la melodica e l'accordina con la funzione di varianti dell'armonica a bocca. Lo strumento è comunemente utilizzato nella musica popolare, nel blues e nel jazz. Viene tuttavia impiegato, talvolta, anche nella musica classica, nella musica leggera e nel rock. Va specificato che generalmente diversi tipi di armonica vengono impiegati in diversi stili musicali: ad esempio, la diatonica classica si abbina frequentemente al blues, al rock e al country, la diatonica tremolo è usata nel campo della musica popolare mentre la cromatica, più di frequente, al jazz e alla musica classica.

## Il bending
Una delle tecniche più affascinanti utilizzata dagli armonicisti è il bending, che permette di ottenere sull'armonica diatonica note alterate, fisicamente non presenti. Il bending si ottiene modificando il volume della cavità orale spostando la lingua e modificando la tensione dei muscoli della gola, aiutandosi in certi casi con il cambiamento dell'angolo con cui il flusso d'aria entra nei fori dell'armonica: ciò permette di creare particolari risonanze tra le due ance associate a uno stesso foro, producendo così un suono da uno fino a tre semitoni più basso rispetto al loro suono naturale. Questo non è possibile per tutte le note perché non in tutti i fori il rapporto tra le due ance permette le risonanze necessarie. Inoltre esiste anche l'overbending, cioè una tecnica simile a quella del bending per ottenere le altre note che mancano, e completare così i 12 semitoni dell'ottava. Questa tecnica però richiede armoniche a bocca particolarmente ben costruite e una manutenzione minuziosa dello strumento, oltre che studio e applicazione.

## Armonicisti celebri
- Adam Gussow
- Al «Blind Owl» Wilson (Canned Heat)
- Alanis Morissette
- Alberto Borsari
- Alice Cooper
- Angelo Adamo
- Ange Amadei
- Antonella Ruggiero (Matia Bazar)
- Bertrand Cantat
- Billy Boy Arnold
- Billy Branch
- Bob Dylan
- Bono Vox
- Brendan Power
- Brian Jones (The Rolling Stones)
- Bruce Springsteen
- Bruno De Filippi
- Buddy Greene
- Buster Brown
- Captain Beefheart
- Carlos del Junco
- Charlie McCoy
- Charlie Musselwhite
- Chris Michalek
- Chris Robinson (The Black Crowes)
- Christophe Maé
- Corky Siegel
- Cyril Davies
- Dan Aykroyd
- DeFord Bailey
- «Dirty» Patrick Walsh
- Don Meade
- Donovan
- Eddie Mapp
- Edoardo Bennato
- Fabio Treves
- Flávio Guimarães
- Francesco De Gregori
- Frédéric Yonnet
- Gianluca Littera
- Giulio Brouzet
- Giuseppe Milici
- Greg Lake (King Crimson ed Emerson, Lake & Palmer)
- Haletone Harmonica Orchestra
- Hammie Nixon
- Hot Shot Love
- Howard Levy
- Howlin' Wolf
- Huey Lewis (Huey Lewis and the News)
- Hugo Diaz
- Ian Anderson (Jethro Tull)
- Jack Bruce (Cream)
- James Conway
- James Cotton
- Jason Ricci
- Jaybird Coleman
- Jazz Gillum
- JD Miller
- Jerry McCain
- Jerry Portnoy
- Jia-Hi He
- Jim Belushi
- Jimmy Reed
- Joe Filisko
- Joe Hill Louis
- Joel Bernstein
- John Hammond
- John Lennon (The Beatles)
- John Mayall
- John Popper (Blues Traveler)
- John Sebastian (The Lovin' Spoonful)
- Johnny Müller
- José Staneck
- Junior Wells
- Kim Wilson (The Fabulous Thunderbirds)
- Larry Adler
- Lazy Lester
- Lemmy Kilmister
- Leno Landini
- Leonardo Triassi
- Little George Smith
- Little Walter
- Luigi Ferrara
- Michael Monroe
- Marcus Tondo
- Mark Farner (Grand Funk Railroad)
- Max De Aloe
- Mick Jagger (The Rolling Stones)
- Mick Kinsella
- Miles Ryan
- Moses Concas
- Neil Young
- Nikki Gadout
- Noah Lewis (Cannon's Jug Stompers)
- Noel Battle
- Norton Buffalo
- Olivato Stefano
- Papa Lightfoot
- Paul Butterfield
- Paul deLay
- Paul Moran
- Paul Nebenzahl
- Pete «Guitar» Lewis
- Peter «Madcat» Ruth
- Pete Doherty (The Libertines)
- Peter Green (Fleetwood Mac)
- Peter Tosh
- Pino Daniele
- Philip Achille
- Rabini Zami
- Riccardo Grosso
- Richard «Magic Dick» Salwitz (The J. Geils Band)
- Rick Epping
- Rick Estrin
- R. J. Mischo
- Robert Plant (Led Zeppelin)
- Rod Piazza
- Roger Daltrey (The Who)
- Sam Kelly
- Sammy Myers
- Slim Harpo
- Snooky Pryor
- Sonny Boy Williamson I
- Sonny Boy Williamson II
- Sonny Terry
- Steve Baker
- Steven Tyler (Aerosmith)
- Stevie Wonder
- Sugar Blue
- Yassine El Arague
- Taj Mahal
- Tom Ball
- Toots Thielemans
- Wade Schuman (Hazmat Modine)
- Will Shade (Memphis Jug Band)
- Willi Burger
- William Clarke
- Willie Brown
- Y.M.C.A. Harmonica Orchestra
- Yvonnick Prene